# Евлахов, Орест Александрович
Оре́ст Алекса́ндрович Евла́хов (4 (17) января 1912, Варшава — 15 декабря 1973, Ленинград) — советский композитор и музыкальный педагог. 
Заслуженный деятель искусств РСФСР (1972). Один из крупнейших советских педагогов по композиции во второй половине XX века, представитель «Петербургской (Ленинградской) композиторской школы».

## Биография
В 1936 году окончил Первый музыкальный техникум в Ленинграде по классу композиции М. А. Юдина, в 1941 году — Ленинградскую консерваторию по классу композиции и инструментовки Д. Д. Шостаковича. В 1941 в Ленинграде впервые был исполнен его Фортепианный концерт (солировал Моисей Хальфин).
С 1947 года Евлахов ― преподаватель, а с 1959 — профессор Ленинградской консерватории, в 1960―1969 и 1971―1973 заведующий кафедрой композиции. Среди его учеников — Я. И. Вайсбурд, С. П. Баневич, В. А. Гаврилин, Г. Г. Окунев, А. П. Петров, Н. С. Лебедев, С. М. Слонимский, Б. И. Тищенко, И. И. Шварц, Ю. П. Юкечев, Ж. В. Плиева, Р. К. Раутио и многие другие.
Автор книги «Проблемы воспитания композитора» (Ленинград, 1963), различных научно-методических работ, а также многочисленных статей и рецензий в периодической печати (газеты «Известия», «Правда», «Советская культура», «Вечерний Ленинград», журнал «Советская музыка» и др.).
В разнообразном по жанрам композиторском творчестве О. Евлахова преобладают крупные инструментальные произведения.

## Основные сочинения
- балеты — День чудес (совм. с М. А. Матвеевым, Ленинград, 1946), Ивушка (Ленинград, 1957), Бронзовая сага (1970);
- для хора, солистов и оркестра — вокально-симфонический цикл Ленинград (1944), Из искры (1950);
- для солиста и оркестра — баллада Ночной патруль (сл. Г. Трифонова, 1943);
- для оркестра — 3 симфонии (1946, 1963, 1967), сюиты — Концертная (1941), Пионерская (1949), из балета «Ивушка» (1955), из балета «Бронзовая сага» (1971);
- для фортепиано с оркестром — концерт (1940);
- для скрипки с оркестром — Концерт-поэма (1971);
- фортепианное трио (1959);
- фортепианный квинтет (1964);
- для струнного квартета — сюита на народные темы (1945);
- для фортепиано — соната (1969), сюита Ленинградский блокнот (1943), 10 прелюдий (1959), 2 пьесы (1968);
- для скрипки и фортепиано — соната (1960);
- для виолончели и фортепиано — Баллада (1964), педагогич. пьесы (1946);
- для детского хора — песни (сл. А. Прокофьева и B. Лифшица, 1947);
- для голоса и фортепиано — романсы на сл. М. Лермонтова, Н. Языкова, Г. Гейне, А. Граши;
- музыка для театра и кино.

## ссылки
- Данные на сайте Биография.ру